# Xdebug
Xdebug — средство профилирования и отладки PHP-скриптов. XDebug поставляется как расширение для PHP. Работает по протоколу DBGp.

## Зачем нужен XDebug
Основной целью расширения является максимально возможное упрощение отладки PHP-скриптов и добавление в разработку на PHP таких удобств, как точки останова, пошаговое выполнение и наблюдение за выражениями.
Расширение также позволяет выполнять профилировку приложения и находить те части, которые замедляют его работу.
Поддерживается также выполнение произвольного кода на точке останова, а также и ряд других полезных при отладке функций.
Позволяет экономить время разработчиков, так как ускоряет поиск ошибок в коде.

### Статьи
- Стрейчер, Мартин. Найдите ошибки в PHP-приложениях при помощи Xdebug. IBM (30 мая 2008). Дата обращения: 13 июня 2013. Архивировано 14 июня 2013 года.